# Bateau vivier
Un bateau vivier ou well-boat ("bateau-puits") est un bateau de pêche avec une citerne pour le stockage et le transport de poissons vivants. Le terme a été utilisé pour la première fois au XVIIe siècle, avant que les méthodes de réfrigération modernes ne permettent une conservation durable du poisson. 
Les bateaux viviers contemporains sont utilisés pour la capture d'animaux marins (langouste, ...) et dans l'industrie aquacole extensive,. Ces navires peuvent être utilisés pour transporter des saumoneaux vers la mer, pour les amener des sites d’aquaculture, ainsi que pour trier les poissons.   